# Italiotas

Colônias e dialetos da Magna Grécia

Italiotas (em grego clássico: Ἰταλιῶται; romaniz.: Italiotai) foram um povo pré-românico que habitou a península Itálica, entre Nápoles e a Sicília. Chegaram à península Itálica por volta de 2 000 a.C., vindos da Grécia. Eram os povos que se dedicavam ao pastoreio. Deles descendem os Gricos, os quais ainda são, raramente, chamados por italiotas.